# أوتو هربرت وولف
أوتو هربرت وولف هو طبيب أطفال ألماني، ولد في 1920 في هامبورغ في ألمانيا، وتوفي في 2010.